# Distretto di Ukerewe
Il distretto di  Ukerewe è un distretto della Tanzania situato sull'Isola Ukerewe (la più grande del lago Vittoria) e altre isole minori limitrofe nella regione di Mwanza. È suddiviso in 24 circoscrizioni (wards) e conta una popolazione di 345 147 abitanti (censimento 2012). 
Elenco delle circoscrizioni:
- Bukanda
- Bukiko
- Bukindo
- Bukongo
- Bukungu
- Bwiro
- Bwisya
- Igalla
- Ilangala
- Irugwa
- Kagera
- Kagunguli
- Kakerege
- Mukituntu
- Muriti
- Murutunguru
- Nakatunguru
- Namagondo
- Namilembe
- Nansio
- Nduruma
- Ngoma
- Nkilizya
- Nyamanga